# 戴国
戴国，中華歷史上春秋時代的一個諸侯國，公爵，國君因身為殷商後裔而封國，子姓；另有一种说法是姬姓。國土位置在今天的河南省兰考县民权县一带。鲁隐公十年（前713年）蔡国、卫国随从宋国伐郑，并乘机侵入戴國，郑庄公以救援戴國為藉口出師，在戴國围歼了三国之师，又抓住这一时机，順便将戴國占为己有，戴國遂滅亡。

## 歷代國君
- 戴叔朕
- 戴叔庆父